# جون بارسونز (قاتل متسلسل)
جون بارسونز (بالإنجليزية: John Parsons) هو قاتل متسلسل أمريكي، ولد في 11 فبراير 1971 في تشيليكوث في الولايات المتحدة.

## معرض صور

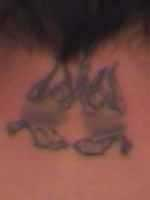
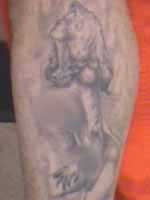
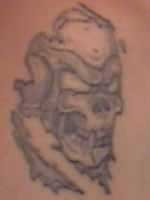